# Lobelia organensis
Lobelia organensis là loài thực vật có hoa trong họ Hoa chuông. Loài này được Gardner mô tả khoa học đầu tiên năm 1845.